# Membrane thyro-hyoïdienne
La membrane thyro-hyoïdienne est un feuillet fibro-élastique du larynx qui relie le bord supérieur du cartilage thyroïde à l'os hyoïde et constitue une articulation fibreuse du larynx.

## Description
La membrane thyro-hyoïdienne est attachée en bas au bord supérieur du cartilage thyroïde et à l'avant de sa corne supérieure.
En haut elle s'attache au bord supérieur de la face postérieure du corps et à la grande corne de l'os hyoïde. Elle passe derrière la face postérieure du corps de l'os hyoïde où une bourse séreuse la sépare de l'os hyoïde pour permettre le mouvement ascendant du larynx lors de la déglutition.
Sa partie moyenne est épaissie et forme le ligament thyro-hyoïdien médian.
Ses portions latérales plus fines sont percées par les vaisseaux laryngés supérieurs, la branche interne du nerf laryngé supérieur et par l'artère thyroïdienne supérieure.
Sa partie postérieure est épaissie pour former le ligament thyro-hyoïdien latéral.
Sa face antérieure est en relation avec les muscles thyro-hyoïdiens, sterno-hyoïdiens et omo-hyoïdiens.

## Aspect clinique
La membrane thyro-hyoïdienne doit être manipulée pour accéder à l'artère thyroïdienne supérieure.